# Procalus silvai
Procalus silvai es una especie de insecto coleóptero de la familia Chrysomelidae. Fue descrita en 1995 por Jerez.